# THEMIS műholdak
A THEMIS (Time History of Events and Macroscale Interactions during Substorms) a NASA 2007-ben felbocsátott P1 és P2 jelzésű műholdja a Föld sarki fényének vizsgálatára.
A műholdak 2009-ig megfelelően működtek, addigra azonban pályájuk annyira megváltozott, hogy a napelemek nem tudták feltölteni a műholdak akkumulátorait, ezért a műholdak működésképtelenné váltak.
Mivel megfelelő mennyiségű üzemanyaggal rendelkeztek, a műholdakat 2009 végén a Hold felé irányították, és új nevet adtak nekik: ARTEMIS (a Hold görög istennőjének neve után). A rövidítés jelentése: „Acceleration, Reconnection, Turbulence and Electrodynamics of the Moon’s Interaction with the Sun”, vagyis „gyorsulás, kapcsolódás, turbulencia és elektrodinamika a Hold és a Nap kapcsolatában”.
2010. augusztus 25-én az ARTEMIS-P1 elérte az L2 Lagrange-pontot a Hold túlsó oldalánál. Az ARTEMIS-P2 az L1 Lagrange-pontot október 22-én érte el.
Ezzel első alkalommal nyílt lehetőség ezeknek a Lagrange-pontoknak a vizsgálatára. Mivel ezek a pontok már a Föld magnetoszféráján kívül helyezkednek el, ezért kiválóan alkalmasak a napszél vizsgálatára. Az így kapott adatok az űridőjárás előrejelzésében is felhasználhatók. A műholdak műszerei arra is alkalmasak, hogy a Hold által a napszél áramlásában keltett „nyomdokvíz” jelenségét kutassák. Hasonlóképpen a Föld elnyúló mágneses csóváját is vizsgálni tudják, ami a Hold pályáját is eléri.
Az így szerzett ismeretek a plazma viselkedésének kutatásában hozzájárulnak a megújuló és tiszta fúziós energia földi előállítása felé tett erőfeszítésekhez.
A Lagrange-pontokban való hat hónapos tartózkodás után a műholdak a Hold felé veszik az irányt, annak felszínét 100 km-re megközelítik és itt is a napszél hatását tanulmányozzák egy olyan égitest esetén, aminek felszínét nem védi mágneses tér (a Mars bolygóhoz hasonlóan). A Hold gravitációs anomáliái miatt a műholdak pályája eléri a 18 000 km-es magasságot, a 100 km-t csak rövid időre közelítik meg. Így évek alatt elegendő adathoz jutnak a kutatók és a műholdak pályája is stabil lehet.